# Xietang (köpinghuvudort i Kina, Zhejiang Sheng, lat 30,12, long 120,90)
Xietang är en köpinghuvudort i Kina. Den ligger i provinsen Zhejiang, i den östra delen av landet, omkring 72 kilometer öster om provinshuvudstaden Hangzhou. Antalet invånare är 27 317. Befolkningen består av 13 667 kvinnor och 13 650 män. Barn under 15 år utgör 12,0 %, vuxna 15-64 år 75 %, och äldre över 65 år 12,0 %.
Runt Xietang är det tätbefolkat, med 790 invånare per kvadratkilometer. Närmaste större samhälle är Shangyu, 12,1 km söder om Xietang. Trakten runt Xietang består till största delen av jordbruksmark.
Genomsnittlig årsnederbörd är 1 912 millimeter. Den regnigaste månaden är juni, med i genomsnitt 316 mm nederbörd, och den torraste är november, med 74 mm nederbörd.